# Oliver Hüsing
Oliver Hüsing (* 17. Februar 1993 in Bühren) ist ein ehemaliger deutscher Fußballspieler.

## Karriere

### Jugend, Werder Bremen und Leihe nach Rostock
Der 1,93 m große Innenverteidiger begann seine Karriere in seinem Geburtsort Bühren beim dortigen BV, ehe er 2004 in die Jugendabteilung des SV Werder Bremen wechselte. Dort durchlief er alle Jugendmannschaften, spielte zwischen 2009 und 2010 in der B-Junioren- und ab 2010 in der A-Junioren Bundesliga, ehe er am 36. Spieltag der Saison 2011/12 – noch in der U19-Mannschaft des Vereins aktiv – unter Trainer Thomas Wolter bei der 0:2-Auswärtsniederlage gegen den VfR Aalen sein Profidebüt in der 3. Liga gab. Hüsing stand in jener Partie in der Startaufstellung der 2. Herrenmannschaft der Bremer die bereits als Absteiger in die Regionalliga Nord feststanden. In der Folgesaison 2012/13 war er für die Norddeutschen nicht nur in der Regionalliga aktiv, sondern mit Bremen III, die letztlich die Meisterschaft holten, während der Hinrunde auch in der fünftklassigen Bremen-Liga. Nach guten Leistungen in Saison 2013/14, und knapp verpassten Aufstieg in die 3. Fußball-Liga, unterschrieb der Innenverteidiger Anfang April 2014 einen dreijährigen Profivertrag beim SV Werder, wurde aber in Saison 2014/15 zunächst weiterhin in Bremens 2. Mannschaft in der Regionalliga eingesetzt. Selbige stiegen am Ende der Saison als Meister in Liga 3 auf. Hüsings Anteil daran waren 3 Toren in 15 Spielen. Mitte Dezember 2014 kam er auch erstmals im Profiteam des SV Werder Bremen in Deutschlands höchster Spielklasse zum Einsatz. Am 16. Spieltag der Bundesliga-Saison 2014/15 wurde er von Werder-Trainer Viktor Skripnik während des Auswärtsspiels bei Borussia Mönchengladbach für Davie Selke eingewechselt. Nur drei Kalender- und einen Spieltag später kam er im heimischen Weserstadion gegen Borussia Dortmund zu seinem zweiten Kurzeinsatz in Werders 1. Männermannschaft. In der Winterpause folgte dann ein erster Wechsel, hier auf Leihbasis, zum F.C. Hansa Rostock in die 3. Liga.
Nach 16 Drittligaeinsätzen für die Mecklenburger – Hüsing spielte unter Hansa-Trainer Karsten Baumann während der Rückrunde der Saison 2014/15 jeweils über die volle Distanz – zwei erzielten Toren, einem knapp erreichten Klassenerhalt und dem Gewinn des Landespokals 2015, kehrte Hüsing zur Saison 2015/16 nach Bremen zurück. Dort spielte er vornehmlich für die 2. Mannschaft in der 3. Liga. Lediglich zu einem Kurzeinsatz über sechs Minuten gegen den VfL Wolfsburg am 30. Spieltag kam er in der Bundesliga dieser Saison.

### Ferencváros Budapest
Zur Saison 2016/17 wechselte Hüsing zum amtierenden ungarischen Meister und Pokalsieger Ferencváros Budapest in die Nemzeti Bajnokság. Unter Thomas Doll kam er im Heimspiel in der Groupama Aréna am 1. Spieltag gegen Haladás Szombathely zu seinem Startelfdebüt. Nur wenige Tage später erhielt er im Rückspiel gegen FK Partizani Tirana einen Einsatz in der UEFA-Champions-League-Qualifikation 2016/17 und verpasste mit dem Team nach Elfmeterschießen nur knapp den Einzug in die 3. Runde. Über die gesamte Spielzeit hinweg brachte es Hüsing auf 19 Einsätze in Ungarns höchster Spielklasse und platzierte sich mit der Mannschaft auf dem vierten Rang. Im nationalen Pokalwettbewerb (Magyar Kupa) erfuhr er weitere sechs Einsätze und wurde ungarischer Pokalsieger, blieb allerdings im finalen Spiel gegen Vasas Budapest ohne Einsatz.

### Hansa Rostock
Ein Jahr später schloss sich Hüsing wieder dem F.C. Hansa Rostock an. In einer kombinierten Abstimmung auf DFB.de und dem Facebook-Kanal der 3. Liga wurde Hüsing zum Spieler des 3. Spieltags der Saison 2017/18 gewählt. Hüsing wurde unter Hansa-Trainer Pavel Dotchev Leistungsträger und Stammspieler. In 37 von 38 Ligaspielen lief er für Hansa auf und erzielte vier Tore. Zudem erhielt er einen Einsatz im DFB-Pokal gegen den Bundesligisten Hertha BSC (0:2) und wurde zum Ende der Saison Landespokalsieger Mecklenburg-Vorpommerns. Im Finale setzten sich die Rostocker mit gegen den FC Mecklenburg Schwerin durch.

### Heidenheim und Bielefeld
Im Sommer 2019 verließ der Verteidiger, der in der Saison 2018/19 Mannschaftskapitän war, den F.C. Hansa und wechselte zum Zweitligisten 1. FC Heidenheim. Dort erhielt Hüsing einen bis Juni 2022 gültigen Vertrag. Nach den drei Jahren schloss er sich Arminia Bielefeld an, die er nach dem Abstieg in der Saison 2022/23 wieder verließ.

### Ein drittes Mal Hansa Rostock
Zur Saison 2023/24 schloss sich Hüsing erneut dem F.C. Hansa Rostock an, mit dem er die Klasse nicht halten konnte. Nach dem Abstieg in die 3. Liga im Mai 2024 beendete er seine Karriere.

### Erfolge
- Meister der Bremen-Liga: 2013 (mit Werder Bremen III)
- Meister Regionalliga Nord: 2015 (mit Werder Bremen II)
- Ungarischer Pokalsieger: 2017 (mit Ferencváros Budapest)
- Landespokalsieger Mecklenburg-Vorpommern: 2015, 2018, 2019 (mit Hansa Rostock)

Persönliche Auszeichnungen
- 3. Liga-Spieler des 3. Spieltags 2017/18[7]